# Strigoderma mexicana
Strigoderma mexicana är en skalbaggsart som beskrevs av Blanchard 1851. Strigoderma mexicana ingår i släktet Strigoderma och familjen Rutelidae. Inga underarter finns listade i Catalogue of Life.